# Amos Cassioli
 (juillet 2025).
Amos Cassioli né le 10 août 1832 à Asciano près de Sienne en Toscane, mort à Florence le 17 décembre 1891
est un peintre italien du XIXe siècle.

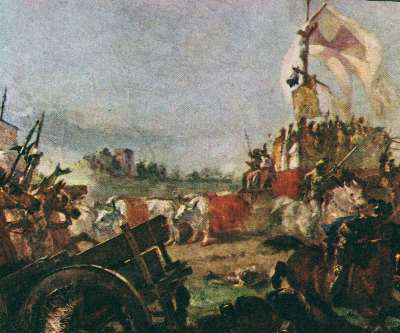
Amos Cassioli, Il Carroccio di Legnano

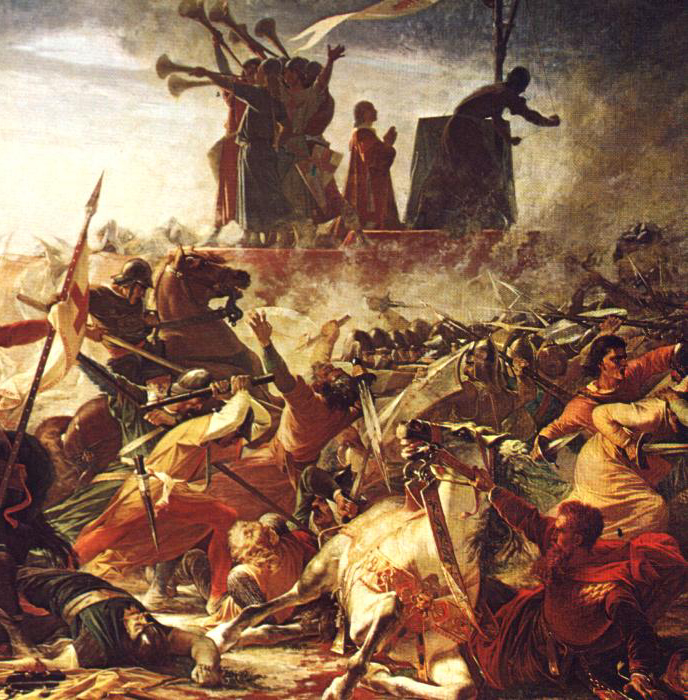
Battaglia di Legnano (detail) (1860–1870)

## Biographie
Amos Cassioli, après des études à l'Académie siennoise des beaux-arts auprès de Luigi Mussini obtient une bourse du Grand-duc Ferdinand IV de Toscane qui lui permet d'étudier à Rome.
À la fin de 1860, il s'établit à Florence mais garde des contacts permanents avec Sienne.
Considéré comme un excellent portraitiste, Cassioli est également connu pour ses grands tableaux historiques dont la Battaglia di Legnano (1860 - 1870, Florence, Galleria di Arte Moderna, Palazzo Pitti) et Il Giuramento di Pontida (1884, Sienne, Palazzo Pubblico).
Entre 1884 et 1886 il  exécute des fresques dans la Sala del Risorgimento du Palazzo Pubblico de Sienne représentant la bataille de San Martino et Palestro.
Il est également connu pour la peinture de sujets classiques dont un grand nombre, légués en 1991, sont conservées au Musée Cassioli de sa ville natale de Asciano.
Il a pour fils Giuseppe Cassioli.

## Œuvres
- Battaglia di Legnano, (1860 - 1870), Florence, Galleria di Arte Moderna, Palazzo Pitti.
- Il giuramento di Pontida, (1884), Sienne, Palazzo Pubblico .
- Bataille de San Martino et Palestro, (1884 - 1886), Sala del Risorgimento du Palazzo Pubblico de Sienne.
- L'arrivée du visiteur (1875).
- Bianca Capella, moribonde
- Signore che giocano a biliardo (dames jouant au billard).
- Benvenuto Cellini présente une statue au Duc de Toscane (modèle de son Persée). Florence, Galleria di Arte Moderna, Palazzo Pitti.
- Offerta a Venere (1875 - 1885), Florence, Galleria di Arte Moderna, Palazzo Pitti.

## Sources
- (en) Cet article est partiellement ou en totalité issu de l’article de Wikipédia en anglais intitulé « Amos Cassioli » (voir la liste des auteurs).